# 夜明け前
『夜明け前』（よあけまえ）は、島崎藤村による長編小説、2部構成。「木曾路はすべて山の中である」の書き出しで始まる。藤村の父をモデルに明治維新前後の歴史を、当時の資料をふんだんに使い、個人と社会の動向を重層させて描いた小説。
日本近代文学の金字塔であり、最大のドキュメントの一つと評される。プルースト『失われた時を求めて』、ジョイス『ユリシーズ』、フォークナー『アブサロム、アブサロム!』、ガルシア＝マルケス『百年の孤独』と並ぶ二十世紀の十大小説として日本人作品として唯一選ばれている。

## 概要
アメリカ海軍のペリー来航の1853年前後から1886年までの幕末・明治維新の激動期を、中山道の宿場町だった信州木曾谷の馬籠宿（現在の岐阜県中津川市馬籠）を舞台に、主人公・青山半蔵をめぐる人間群像を描き出した藤村晩年の大作である。青山半蔵のモデルは、旧家に生まれて国学を学び、役人となるが発狂して座敷牢内で没した藤村の父親・島崎正樹である。
『中央公論』誌上に、1929年（昭和4年）4月から1931年10月（第一部）、1932年4月から1935年（昭和10年）10月まで（第二部）断続的に掲載され、第1部は1932年1月、第2部は1935年11月に、新潮社で刊行された。
1934年11月10日に、村山知義脚色、久保栄演出「夜明け前」（三幕十場）が新協劇団により築地小劇場で初演された。
1953年に新藤兼人脚色、吉村公三郎監督により映画化された。

## あらすじ

### 第一部
中仙道木曾馬籠宿で17代続いた本陣・庄屋の当主青山半蔵は、平田派の国学を学び、王政復古に陶酔。山林を古代のように皆が自由に使う事ができれば生活はもっと楽にできるであろうと考え、森林の使用を制限する尾張藩を批判していた。
和宮下向、長州征伐など歴史の動きが宿場にも押し寄せる。やがて大政奉還の噂が流れ、村人たちは「ええじゃないか」の謡に合わせて踊り歩いた。半蔵は中津川の友人から王政復古が成ったことや京都の情勢を聞き、篤胤の「一切は神の心であろうでござる」という言葉を胸に思い浮かべる。

### 第二部
半蔵は下層の人々への同情心が強く、新しい時代の到来を待っており、明治維新に強い希望を持つ。しかし、待っていたのは西洋文化を意識した文明開化と政府による人々への更なる圧迫など、半蔵の希望とは異なっていた。更に山林の国有化により、一切の伐採が禁じられる。半蔵はこれに対し抗議運動を起こすが、戸長を解任され挫折。また、嫁入り前の娘・お粂が自殺未遂を起こすなど、家運にも暗い影が差してきていた。
村の子供たちに読み書きを教えて暮らしていた半蔵は、意を決して上京。自らの国学を活かそうと、国学仲間のつてで、教部省に出仕する。しかし、同僚らの国学への冷笑に傷つき辞職。また明治天皇の行列に憂国の和歌を書きつけた扇を献上しようとして騒動に。その後、飛騨にある神社の宮司になるも数年で郷里へと戻る。
半蔵の生活力のなさを責めた継母の判断で、四十歳ほどで隠居することとなり、読書をしつつ、地元の子供たちに読み書きを教える生活を送る。だが、次第に酒浸りの生活になっていく。
維新後の青山家は世相に適応できず、家産を傾けていた。親戚たちは「この責任は半蔵にある」と半蔵を責め、半蔵を無理やり隠居所に別居させると共に、親戚間での金の融通を拒否し、酒量を制限しようとする。温厚な半蔵もこれには激怒し、息子である宗太に扇子を投げつけた。
そして半蔵は、国学の理想とかけ離れていく明治の世相に対する不満や、期待をかけて東京に遊学させていた学問好きの四男・和助が半蔵の思いに反し英学校への進学を希望したことなどへの落胆から、精神を蝕まれる。そして、自分を襲おうとしている『敵』がいると口走るなど奇行に走っていく。ついには寺への放火未遂事件を起こし、村人たちによって狂人として座敷牢に監禁されてしまう。
当初は静かに読書に励んでいたが、徐々に獄中で衰弱していく。最後には自らの排泄物を見境なく人に投げつける廃人となってしまい、とうとう座敷牢のなかで病死してしまった。遺族や旧友、愛弟子たちは、半蔵の死を悼みながら、半蔵を丁重に生前望んでいた国学式で埋葬した。

## 大黒屋日記
馬籠で造り酒屋を営んでいた大黒屋（作中の伏見屋）の当主、大脇兵衛門信興（明治3年没）は40年以上にわたる日記帳を書き残した。明治時代の大脇家は木曽一番の地主だったという。藤村は大脇家から日記帳を借り出し、第一部の参考資料とした。藤村が作成した抜粋（大黒屋日記抄）が『藤村全集』第15巻に収められている。

## 映画
1953年10月13日公開。近代映画協会が劇団民藝と共に製作し、民藝の俳優が総出演している。配給は新東宝。第8回毎日映画コンクール撮影賞を受賞（宮島義勇）。

### スタッフ

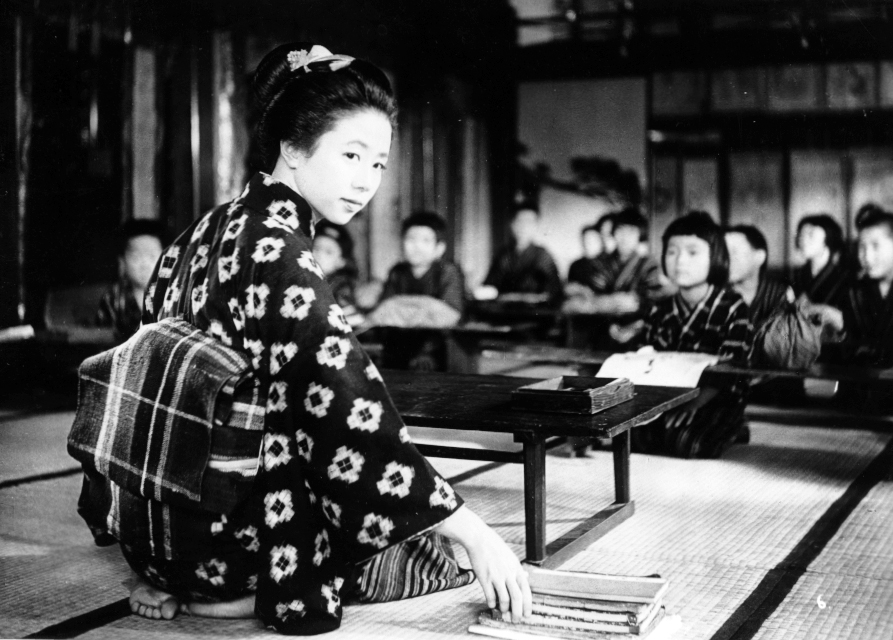
乙羽信子と子ども達

- 製作：新藤兼人
- 協力製作：絲屋寿雄、山田典吾、能登節雄
- 監督：吉村公三郎
- 脚色：新藤兼人
- 撮影：宮島義勇
- 美術：丸茂孝
- 音楽：大澤寿人

### キャスト
- 青山吉左衛門：伊達信
- おまん：細川ちか子
- 青山半蔵：滝沢修
- お民：小夜福子
- お粂：乙羽信子
- 謙吉・解説：宇野重吉
- 利三郎：殿山泰司
- 宗太：山内明
- 寿平次：清水将夫
- お里：日高澄子
- 金兵衛：菅井一郎
- おふき：北林谷栄
- 徳右衛門：日野道夫
- お里の母：高野由美
- 蜂谷香蔵：松下達夫
- 暮田正香：芦田伸介
- 宮川寛斎：岡倉士朗
- 水品春樹
- 大町文夫
- 佐野浅夫
- 原ひさ子
- 垂水悟郎
- 寺島貢
- 下元勉
- 内藤武敏
- 鈴木瑞穂
- 大森義夫
- 鶴丸睦彦
- 寺島雄作
- 山形勲
- 大滝秀治
- 庄司永健
- 明石潮
- 望月伸光
- 田中敬子
- 斎藤美和
- 佐々木すみ江